# Callospermophilus lateralis
La ardilla de manto dorado (Callospermophilus lateralis) es una especie de roedor esciuromorfo de la familia Sciuridae propia de los bosques de Norteamérica.

## Características
Esta ardilla mide típicamente entre 23-30 cm (centímetros). La ardilla de manto dorado se puede reconocer por las líneas en el pelaje, parecidas a una ardilla rayada, pero a diferencia de esta, no presenta líneas en la cara. Se encuentra habitualmente viviendo en el mismo hábitat que la ardilla rayada de Uinta.

## Historia natural
A pesar de ser un típico hibernador, es decir, que se mantiene durmiendo en el invierno gracias a su grasa corporal, esta ardilla también almacena comida en su madriguera, igual que la ardilla rayada, para consumirla durante la primavera. Además, ambos animales tienen bolsas en las mejillas (abazones) para poder guardar la comida temporalmente hasta llevarla a su madriguera, y aun así poder correr a toda velocidad.
Es un animal omnívoro; se alimenta típicamente de semillas, nueces, bayas, hongos subterráneos, pequeños pájaros, lagartos o mamíferos e incluso carroña. Sus depredadores son halcones, comadrejas, zorros, gatos monteses y coyotes. Se cuida de estos mediante un sistema de llamado de alarma. Al ver a un posible depredador, dan la alarma y se esconden en la madriguera que tengan más cerca. Como curiosidad, la marmota de vientre amarillo y la ardilla de manto dorado responden indistintamente a sus llamados de alerta.
Esta ardilla cava madrigueras de hasta 30 m (metros) de longitud, cuyas entradas están ocultas bajo troncos caídos, raíces de árboles o rocas. Es aquí donde la hembra ardilla da a luz a sus cachorros, en camadas de 4 a 6 cada verano.

## Impacto en el ecosistema
La ardilla de manto dorado, al ser un consumidor primario, sirve de alimento para sus depredadores, así que puede afectar fuertemente en los hábitos reproductivos y en la población de estos últimos. Así mismo, la cantidad de estas ardillas afecta a la población de los animales que esta consume. También influye en las poblaciones de otros animales pequeños y roedores que compiten por el mismo tipo de alimento en la zona.
Más allá de su relación con la cadena trófica, esta ardilla es benéfica para su ambiente. Sus madrigueras pueden airear el suelo, aumentando su fertilidad, y con su alimentación dispersan las semillas de los árboles.

## Impacto en los humanos
La ardilla de manto dorado no es generalmente un riesgo para los humanos. Las personas que acampen cerca de estas ardillas, no presentan un riesgo mayor. Pero al igual que muchos animales, aunque parezcan inofensivas, si son molestadas estas pueden morder y transmitir enfermedades zoonóticas, como la fiebre del Colorado por garrapatas, una enfermedad causada por un virus de la familia Coltivirus. El único cuidado recomendado es prevenir las mordidas y evitar oler excrementos secos.
Esta ardilla también tiene un leve impacto en la economía, especialmente la de la leña. En otoño, gran parte de su dieta la constituyen semillas, entre las cuales se incluyen semillas de coníferas. Este animal puede comerse los brotes de árboles que fueron plantados para la reforestación. Aun así, no es considerado una plaga ni su impacto es suficiente para llegar a tomar medidas.

## Subespecies
Se conocen 13 subespecies de C. lateralis.
- C. lateralis lateralis
- C. lateralis arizonensis
- C. lateralis bernardinus
- C. lateralis castanurus
- C. lateralis certus
- C. lateralis chrysodeirus
- C. lateralis cinerascens
- C. lateralis connectens
- C. lateralis mitratus
- C. lateralis tescorum
- C. lateralis trepidus
- C. lateralis trinitatus
- C. lateralis wortmani